# Europees kampioenschap basketbal vrouwen
Het Europees kampioenschap basketbal voor vrouwen is het continentaal basketbalkampioenschap dat om de twee jaar wordt georganiseerd voor landen uit Europa. Het toernooi wordt georganiseerd door FIBA Europe, de continentale afdeling van de FIBA. De huidige kampioen is België. Het EK basketbal voor vrouwen is voor het eerst gehouden in 1938, drie jaar na de eerste editie van het mannentoernooi.

## Resultaten

### Samenvatting finales
| 1938 | Italië          | Italië      | geen finale | Litouwen          | Polen             | geen finale | Frankrijk         |
| 1950 | Hongarije       | Sovjet-Unie | geen finale | Hongarije         | Tsjecho-Slowakije | geen finale | Frankrijk         |
| 1952 | Sovjet-Unie     | Sovjet-Unie | geen finale | Tsjecho-Slowakije | Hongarije         | geen finale | Bulgarije         |
| 1954 | Joegoslavië     | Sovjet-Unie | geen finale | Tsjecho-Slowakije | Bulgarije         | geen finale | Hongarije         |
| 1956 | Tsjecho-Slo.    | Sovjet-Unie | 49 – 41     | Hongarije         | Tsjecho-Slowakije | 91 – 60     | Bulgarije         |
| 1958 | Polen           | Bulgarije   | geen finale | Sovjet-Unie       | Tsjecho-Slowakije | geen finale | Joegoslavië       |
| 1960 | Bulgarije       | Sovjet-Unie | geen finale | Bulgarije         | Tsjecho-Slowakije | geen finale | Polen             |
| 1962 | Frankrijk       | Sovjet-Unie | 63 – 46     | Tsjecho-Slowakije | Bulgarije         | 48 – 36     | Roemenië          |
| 1964 | Hongarije       | Sovjet-Unie | 55 – 53     | Bulgarije         | Tsjecho-Slowakije | 68 – 47     | Roemenië          |
| 1966 | Roemenië        | Sovjet-Unie | 74 – 66     | Tsjecho-Slowakije | Oost-Duitsland    | 65 – 60     | Roemenië          |
| 1968 | Italië          | Sovjet-Unie | geen finale | Joegoslavië       | Polen             | geen finale | Oost-Duitsland    |
| 1970 | Nederland       | Sovjet-Unie | 94 – 33     | Frankrijk         | Joegoslavië       | 77 – 66     | Bulgarije         |
| 1972 | Bulgarije       | Sovjet-Unie | geen finale | Bulgarije         | Tsjecho-Slowakije | geen finale | Frankrijk         |
| 1974 | Italië          | Sovjet-Unie | geen finale | Tsjecho-Slowakije | Italië            | geen finale | Hongarije         |
| 1976 | Frankrijk       | Sovjet-Unie | geen finale | Tsjecho-Slowakije | Bulgarije         | geen finale | Frankrijk         |
| 1978 | Polen           | Sovjet-Unie | geen finale | Joegoslavië       | Tsjecho-Slowakije | geen finale | Frankrijk         |
| 1980 | Joegoslavië     | Sovjet-Unie | 95 – 49     | Polen             | Joegoslavië       | 61 – 57     | Tsjecho-Slowakije |
| 1981 | Italië          | Sovjet-Unie | 85 – 42     | Polen             | Tsjecho-Slowakije | 76 – 74     | Joegoslavië       |
| 1983 | Hongarije       | Sovjet-Unie | 91 – 70     | Bulgarije         | Hongarije         | 82 – 79     | Joegoslavië       |
| 1985 | Italië          | Sovjet-Unie | 103 – 69    | Bulgarije         | Hongarije         | 103 – 76    | Tsjecho-Slowakije |
| 1987 | Spanje          | Sovjet-Unie | 83 – 73     | Joegoslavië       | Hongarije         | 75 – 67     | Tsjecho-Slowakije |
| 1989 | Bulgarije       | Sovjet-Unie | 64 – 61     | Tsjecho-Slowakije | Bulgarije         | 79 – 69     | Joegoslavië       |
| 1991 | Israël          | Sovjet-Unie | 97 – 84     | Joegoslavië       | Hongarije         | 65 – 61     | Bulgarije         |
| 1993 | Italië          | Spanje      | 63 – 53     | Frankrijk         | Slowakije         | 68 – 67     | Italië            |
| 1995 | Tsjechië        | Oekraïne    | 77 – 66     | Italië            | Rusland           | 69 – 50     | Slowakije         |
| 1997 | Hongarije       | Litouwen    | 72 – 62     | Slowakije         | Duitsland         | 86 – 61     | Hongarije         |
| 1999 | Polen           | Polen       | 59 – 56     | Frankrijk         | Rusland           | 78 – 49     | Slowakije         |
| 2001 | Frankrijk       | Frankrijk   | 73 – 68     | Rusland           | Spanje            | 89 – 74     | Litouwen          |
| 2003 | Griekenland     | Rusland     | 59 – 56     | Tsjechië          | Spanje            | 87 – 81     | Polen             |
| 2005 | Turkije         | Tsjechië    | 72 – 70     | Rusland           | Spanje            | 83 – 65     | Litouwen          |
| 2007 | Italië          | Rusland     | 74 – 68     | Spanje            | Wit-Rusland       | 72 – 63     | Letland           |
| 2009 | Letland         | Frankrijk   | 57 – 53     | Rusland           | Spanje            | 63 – 56     | Wit-Rusland       |
| 2011 | Polen           | Rusland     | 59 – 42     | Turkije           | Frankrijk         | 63 – 56     | Tsjechië          |
| 2013 | Frankrijk       | Spanje      | 70 – 69     | Frankrijk         | Turkije           | 92 – 71     | Servië            |
| 2015 | HU & RO         | Servië      | 76 – 68     | Frankrijk         | Spanje            | 74 – 58     | Wit-Rusland       |
| 2017 | Tsjechië        | Spanje      | 71 – 55     | Frankrijk         | België            | 78 – 45     | Griekenland       |
| 2019 | LV & RS         | Spanje      | 86 – 66     | Frankrijk         | Servië            | 81 – 55     | Groot-Brittannië  |
| 2021 | FR & ES         | Servië      | 63 – 54     | Frankrijk         | België            | 77 – 69     | Wit-Rusland       |
| 2023 | IL & SI         | België      | 64 – 58     | Spanje            | Frankrijk         | 82 – 68     | Hongarije         |
| 2025 | CZ, DE, IT & GR | België      | 67 – 65     | Spanje            | Italië            | 69 – 54     | Frankrijk         |
| 2027 | BE, FI SE, & LT |             | –           |                   |                   | –           |                   |

### Prestaties per land
| Nummer | Land                           | Goud | Zilver | Brons | Totaal |
| 1      | Sovjet-Unie                    | 21   | 1      | 0     | 22     |
| 2      | Spanje                         | 4    | 3      | 5     | 12     |
| 3      | Rusland                        | 3    | 3      | 2     | 8      |
| 4      | Frankrijk                      | 2    | 8      | 2     | 12     |
| 5      | België                         | 2    | 0      | 2     | 4      |
| 6      | Servië                         | 2    | 0      | 1     | 3      |
| 7      | Bulgarije                      | 1    | 5      | 4     | 10     |
| 8      | Polen                          | 1    | 2      | 2     | 5      |
| 9      | Italië                         | 1    | 1      | 2     | 4      |
| 10     | Litouwen                       | 1    | 1      | 0     | 2      |
| 10     | Tsjechië                       | 1    | 1      | 0     | 2      |
| 12     | Oekraïne                       | 1    | 0      | 0     | 1      |
| 13     | Tsjecho-Slowakije              | 0    | 7      | 8     | 15     |
| 14     | Joegoslavië                    | 0    | 4      | 2     | 6      |
| 15     | Hongarije                      | 0    | 2      | 5     | 7      |
| 16     | Slowakije                      | 0    | 1      | 1     | 2      |
| 16     | Turkije                        | 0    | 1      | 1     | 2      |
| 18     | Duitsland                      | 0    | 0      | 1     | 1      |
| 18     | Duitse Democratische Republiek | 0    | 0      | 1     | 1      |
| 18     | Wit-Rusland                    | 0    | 0      | 1     | 1      |